# Alicia Hermida
Alicia Pérez Herranz, conocida artísticamente como Alicia Hermida (Madrid, 26 de septiembre de 1932 - Villanueva de la Cañada, 9 de febrero de 2022) fue una actriz y profesora de interpretación española.

## Biografía
Aunque contaba con una filmografía notable, la labor interpretativa de Alicia Hermida destacó sobre todo en teatro, además de una prolífica carrera en televisión.

### Teatro
Tras finalizar sus estudios de bachillerato, se integra en la Compañía de Teatro María Guerrero de Madrid. De su primera etapa sobre las tablas destaca el papel interpretado en la obra Plaza de Oriente, de Joaquín Calvo Sotelo; Medida por medida (1955), de Shakespeare; La hora de la fantasía (1955), de Anna Bonacci; El diario de Ana Frank (1957), de Frances Goodrich; La casamentera (1960), de Thornton Wilder; La viuda valenciana, de Lope de Vega; El jardín de los cerezos (1960), de Chéjov, y La casa de Bernarda Alba (1964), de García Lorca.
En 1981 recorrió con su compañía La Barraca los mismos escenarios donde actuó en su momento la compañía del mismo nombre fundada por Federico García Lorca durante la Segunda República. Posteriormente, pasaría a llamarse Escuela Alicia Hermida, desde la que la actriz impartía clases de interpretacíón. Su perfecta dicción y su dominio del verso clásico la convirtieron en una reconocida maestra de actores.
Entre las obras recientes en las que participó, figuran Las bragas (1980), de Carl Sternheim; La Dorotea (1983); La gata sobre el tejado de zinc (1995), de Tennessee Williams; El otro (1995), de Miguel de Unamuno; El retablillo de Don Cristóbal (1997); Doña Rosita la soltera (2004) —ambas de Federico García Lorca— y Fedra (2007), adaptada por Juan Mayorga.

## Trayectoria
| - Plaza de Oriente de Joaquín Calvo Sotelo. - La destrucción de Sagunto (1954), de José María Pemán. - Las flores (1954), de los Hermanos Álvarez Quintero. - Medida por medida (1955), de Shakespeare. - La hora de la fantasía (1955), de Anna Bonacci. - Los maridos engañan después del fútbol (1956) de Luis Maté. - El diario de Ana Frank (1957), de Frances Goodrich. - Juicio contra un sinvergüenza (1958), de Alfonso Paso. - César y Cleopatra (1959), de George Bernard Shaw. - Los tres etcéteras de Don Simón (1959), de José María Pemán. - El hombre que se vestía de perro (1959), de Bich Wright. - La casamentera (1960), de Thornton Wilder. - El gato y el canario (1960), de John Willard. - El jardín de los cerezos (1960), de Chejov. - Juegos para marido y mujer (1961), de Alfonso Paso. - La viuda valenciana (1961), de Lope de Vega. - Pisito de solteras (1962), de Jaime de Armiñán. - La revelación (1962), de René-Jean Clot. - Academia de baile (1963), de Jaime de Armiñán. - Don Juan Tenorio (1963), de José Zorrilla. - El lindo don Diego (1963), de Agustín Moreto. - La pareja (1963), de Jaime de Armiñán. - No hay burlas con el amor (1963), de Calderón de la Barca, - El gran teatro del mundo (1963), de Calderón de la Barca. - La casa de Bernarda Alba (1964), de Federico García Lorca. - Diálogos de la herejía (1964), de Agustín Gómez Arcos. - Noches de San Juan (1965), de Ricardo López Aranda. | - Los gatos (1965), de Agustín Gómez Arcos. - El rey se muere (1965), de Ionesco. - Una vez a la semana (1966), de Jaime de Armiñán. - Don Juan Tenorio (1968), de José Zorrilla. - Juan Del Enzina y su tiempo (1968). - El malentendido (1969) de Albert Camus. - El carro del teatro (1970), de Vicente Romero. - Tú y yo somos tres (1972), de Enrique Jardiel Poncela. - Las hermanas de Bufalo Bill (1974), de Martínez Mediero. - Las bragas (1980), de Carl Sternheim. - Kikirikì... un cequì (1982), de Alicia Hermida y Jaime Losada. - La Dorotea (1983), de Lope de Vega. - Las bicicletas son para el verano (1984), de Jaime Chávarri. - El maleficio de la mariposa (1985), de Lorca. - Muelle oeste (1993), de Bernard-Marie Koltès. - Queridos míos, es preciso contaros ciertas cosas (1994), de Agustín Gómez Arcos. - El otro (1995), de Miguel de Unamuno. - La gata sobre el tejado de zinc (1995), de Tennessee Williams. - El retablillo de Don Cristóbal (1997), de Lorca, dirección de Alicia Hermida con La Barraca. - Bodas de sangre (1998) de Lorca, dirección de Francisco Suárez. - Algún día trabajaremos juntas (1999) de José María Benet i Jornet, dirección de Manuel Ángel Egea. - Doña Rosita la soltera (2004), de Lorca, dirección de Miguel Narros. - Divinas palabras (2005/06), de Valle-Inclán, dirección de Gerardo Vera. - Fedra (2008), de Euripides, dirección de José Carlos Plaza. - Maribel y la extraña familia (2013), de Miguel Mihura, dirección de Gerardo Vera. - El arte de la entrevista (2014), de Juan Mayorga, dirección de Cuco Afonso. |

### Televisión
Su presencia en televisión se remonta a los primeros años de TVE, debutando de la mano de Jaime de Armiñán en la serie Galería de esposas. Seguirían, de nuevo con Armiñán, Mujeres solas (1960-1961) y Chicas en la ciudad (1961) y entre 1963 y 1965, y Confidencias, protagonizada por Antonio Ferrandis. Tras este proyecto, su rostro aparece con asiduidad en la pequeña pantalla, con decenas de personajes interpretados en las obras de teatro televisado que se emitían en los años 60 y 70 del siglo XX bajo el título de Estudio 1, Teatro de siempre, Novela, así como la serie Cristina y los hombres (1969), junto a Elena María Tejeiro. Tras un tiempo apartada de la televisión, participó en la serie Los negocios de mamá, protagonizada por Rocío Dúrcal, en 1997 para TVE. Recuperó buena parte de su popularidad gracias al papel de la cándida Valentina, en la serie Cuéntame cómo pasó (2001-2013). En 2010 interpretó a Sofía, en la versión española de Las chicas de oro. En 2011 interpretó a Maricarmen en la adaptación española de Marco, y un año más tarde participó en la serie Stamos okupa2. En 2016 intervino en uno de los episodios de la web serie Paquita Salas, de Javier Calvo y Javier Ambrossi, interpretando a Fina.

### Cine
Su debut cinematográfico se produce en 1960 con la película Maribel y la extraña familia (1960), de José María Forqué, basada en la obra homónima de Miguel Mihura. Su actividad cinematográfica no fue especialmente extensa, aunque cabe mencionar títulos como Gary Cooper, que estás en los cielos (1980), de Pilar Miró; Las bicicletas son para el verano (1984), de Jaime Chávarri; El bosque animado (1987), de José Luis Cuerda; Malena es un nombre de tango (1996), de Gerardo Herrero, y Carreteras secundarias (1997), de Emilio Martínez Lázaro.

## Actuación política
En 2009, Alicia Hermida saltó a la actualidad política formando parte de la candidatura de Iniciativa Internacionalista-La Solidaridad entre los Pueblos a las elecciones europeas del 7 de junio. Esta lista había sido anulada por el Tribunal Supremo al considerarse, según palabras del tribunal español, «infiltrada por ETA-Batasuna». El Tribunal Constitucional concedió, posteriormente, el amparo solicitado por esta formación y pudo concurrir a los comicios.
Además destacó por su defensa de la revolución cubana, y del cese del bloqueo al país caribeño, además de aportar su imagen para campañas para la liberación de los cinco cubanos presos en los Estados Unidos. Colaboró con la central de noticias Cubainformación.

## Premios y nominaciones

### Premios de la Unión de Actores
| Año  | Categoría                                     | Película           | Resultado |
| ---- | --------------------------------------------- | ------------------ | --------- |
| 2007 | Mejor actriz secundaria de teatro             | Fedra              | Ganadora  |
| 2003 | Mejor actriz de reparto de televisión         | Cuéntame cómo pasó | Ganadora  |
| 2001 | Mejor interpretación de reparto de televisión | Cuéntame cómo pasó | Ganadora  |
| 2017 | Toda una Vida                                 | Toda una Vida      | Ganadora  |

### Premios Max
| Año  | Categoría               | Película               | Resultado |
| ---- | ----------------------- | ---------------------- | --------- |
| 2008 | Mejor actriz de reparto | Fedra                  | Nominada  |
| 2007 | Mejor actriz de reparto | Divinas palabras       | Nominada  |
| 2005 | Mejor actriz            | Doña Rosita la soltera | Nominada  |
| 1999 | Mejor actriz de reparto | Divinas palabras       | Ganadora  |

### Muestra de Cine del Mediterráneo de Valencia
| Año  | Categoría    | Película               | Resultado |
| ---- | ------------ | ---------------------- | --------- |
| 1993 | Mejor actriz | El hombre de la nevera | Ganadora  |

- Medalla de Oro al Mérito en las Bellas Artes (2014).